# François-Xavier Ross
François-Xavier Ross (Grosses-Roches, 6 marzo 1869 – Québec, 5 luglio 1945) è stato un vescovo cattolico canadese.

## Biografia
Ordinato prete nel 1894, fu inizialmente parroco di Matapédia e fu poi inviato a Roma, dove si laureò in diritto canonico all'Apollinare. Rientrato in patria, fu direttore della scuola normale di Rimouski.
Collaborò con André-Albert Blais, vescovo di Rimouski nell'amministrazione della diocesi e per l'organizzazione del tribunale vescovile; fu nominato vicario generale nel 1914 e, alla morte di Blais, amministrò la diocesi come vicario capitolare.
Fu eletto da papa Pio XI primo vescovo di Gaspé e fu consacrato nel 1922 nella cattedrale di Rimouski dall'arcivescovo Pietro di Maria, delegato apostolico in Canada.
Nella diocesi, dove al suo arrivo erano presenti solo le Suore di Nostra Signora del Santo Rosario, fece giungere le canonichesse regolari ospedaliere della misericordia di Gesù per aprire un Hôtel-Dieu, le orsoline per dirigere una scuola per la formazione di insegnanti, i gesuiti ai quali affidò il nuovo seminario diocesano. Fondò le Suore missionarie di Cristo Re.
Morì presso l'Hôtel-Dieu di Québec e fu sepolto nel cimitero delle orsoline di Gaspé; le sue spoglie furono poi inumate in cattedrale.

## Genealogia episcopale
La genealogia episcopale è:
- Cardinale Scipione Rebiba
- Cardinale Giulio Antonio Santori
- Cardinale Girolamo Bernerio, O.P.
- Arcivescovo Galeazzo Sanvitale
- Cardinale Ludovico Ludovisi
- Cardinale Luigi Caetani
- Cardinale Ulderico Carpegna
- Cardinale Paluzzo Paluzzi Altieri degli Albertoni
- Papa Benedetto XIII
- Papa Benedetto XIV
- Papa Clemente XIII
- Cardinale Bernardino Giraud
- Cardinale Alessandro Mattei
- Cardinale Pietro Francesco Galleffi
- Cardinale Giacomo Filippo Fransoni
- Cardinale Carlo Sacconi
- Cardinale Edward Henry Howard
- Cardinale Mariano Rampolla del Tindaro
- Cardinale Rafael Merry del Val
- Arcivescovo Pietro di Maria
- Vescovo François-Xavier Ross